# Valaciclovir
Valaciclovir este un medicament antiviral derivat de aciclovir, fiind utilizat în tratamentul infecțiilor virale herpetice (herpes, zona zoster). Calea de administrare disponibilă este cea orală.
Reacțiile adverse frecvente includ dureri de cap și vărsături. Reacțiile adverse severe pot include probleme renale. Utilizarea în timpul sarcinii pare să fie sigură. Este un promedicament, care are efect după ce este transformat în aciclovir în organismul.
Molecula a fost patentată în 1987 și a fost aprobată pentru uz medical în Statele Unite ale Americii în anul 1995. Se află pe lista medicamentelor esențiale ale Organizației Mondiale a Sănătății. Este disponibil sub formă de medicament generic.

## Utilizări medicale
Valaciclovir utilizat în tratamentul infecțiilor virale herpetice:
- virusul varicelo-zosterian (VVZ) – herpes zoster;
- virusul herpes simplex (VHS);
- virusul citomegalic (VCM).